# Carta a las autoridades de los pueblos
La Carta a las autoridades de los pueblos, [CtaA], es uno de los escritos originales de San Francisco. Los escritos de san Francisco, junto con las biografías de su tiempo y las florecillas son los principales documentos que permiten el estudio moderno de la espiritualidad franciscana.
Diferentes personas del gobierno a través de la histórica han adoptado el ideal franciscano, como por ejemplo Santo Tomás moro, el rey San Fernando y Santa Isabel de Hungría.
1A todos los "podestà" y cónsules, jueces y gobernantes de toda la tierra y a todos los demás a quienes lleguen estas letras, el hermano Francisco, vuestro pequeñuelo y despreciable siervo en el Señor Dios, os desea a todos vosotros salud y paz. 
2Considerad y ved que el día de la muerte se aproxima (cf. Gén 47,29). 3Os ruego, por tanto, con la reverencia que puedo, que no echéis en olvido al Señor ni os apartéis de sus mandamientos a causa de los cuidados y preocupaciones de este siglo que tenéis, porque todos aquellos que lo echan al olvido y se apartan de sus mandamientos, son malditos (cf. Sal 118,21), y serán echados por él al olvido (Ez 33,13). 4Y cuando llegue el día de la muerte, todo lo que creían tener, se les quitará (cf. Lc 8,18). 5Y cuanto más sabios y poderosos hayan sido en este siglo, tanto mayores tormentos sufrirán en el infierno (cf. Sab 6,7). 6Por lo que os aconsejó firmemente, como a señores míos, que, habiendo pospuesto todo cuidado y preocupación, recibáis benignamente el santísimo cuerpo y la santísima sangre de nuestro Señor Jesucristo en santa memoria suya. 7Y tributad al Señor tanto honor en medio del pueblo que os ha sido encomendado, que cada tarde se anuncie por medio de pregonero o por medio de otra señal, que se rindan alabanzas y gracias por el pueblo entero al Señor Dios omnipotente. 8Y si no hacéis esto, sabed que tendréis que dar cuenta ante el Señor Dios vuestro, Jesucristo, en el día del juicio (cf. Mt 12,36).
9Los que guarden consigo este escrito y lo observen, sepan que son benditos del Señor Dios.
- Datos: Q5753764